# Oliver Lodge

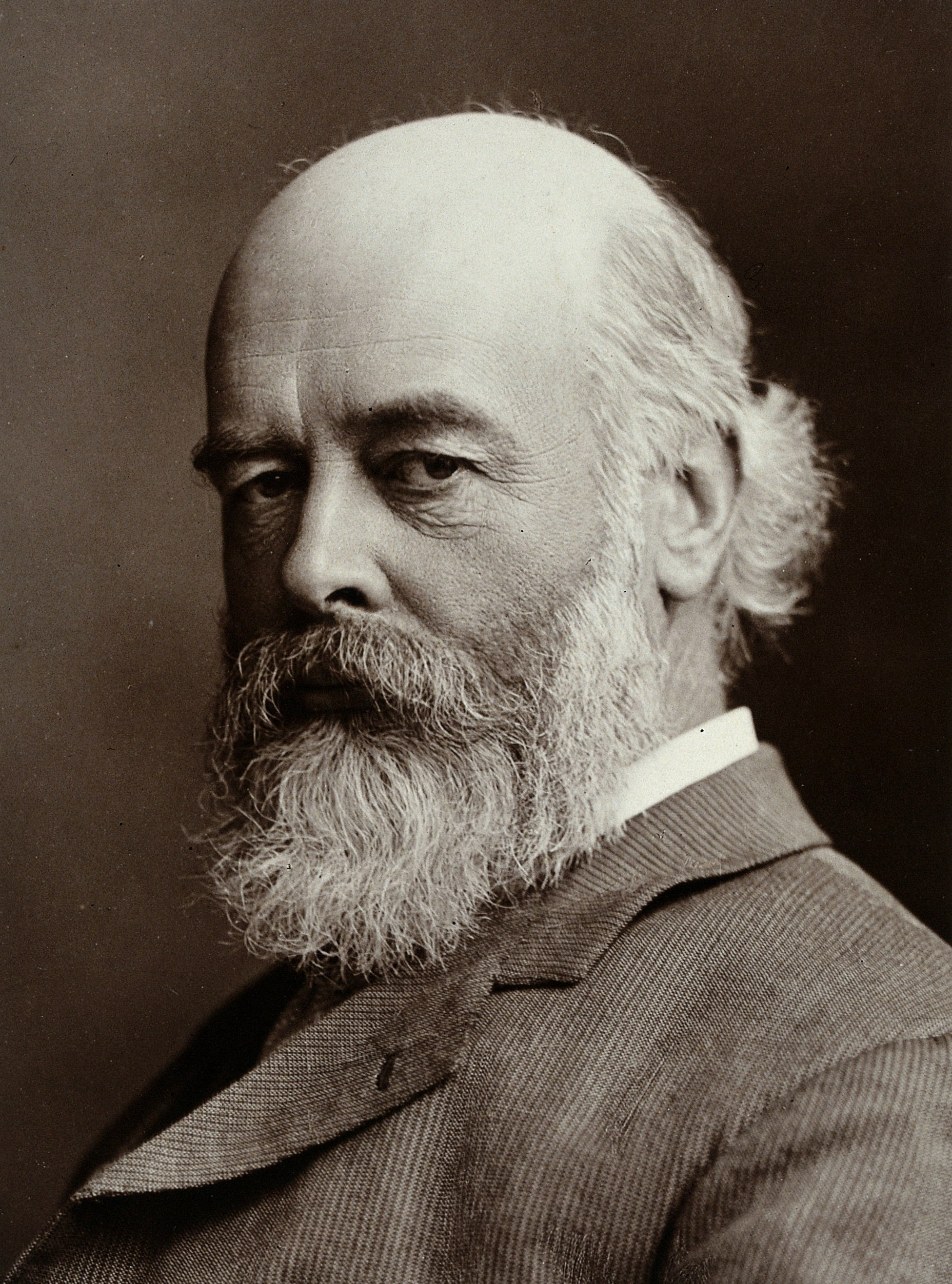
Sir Oliver Joseph Lodge

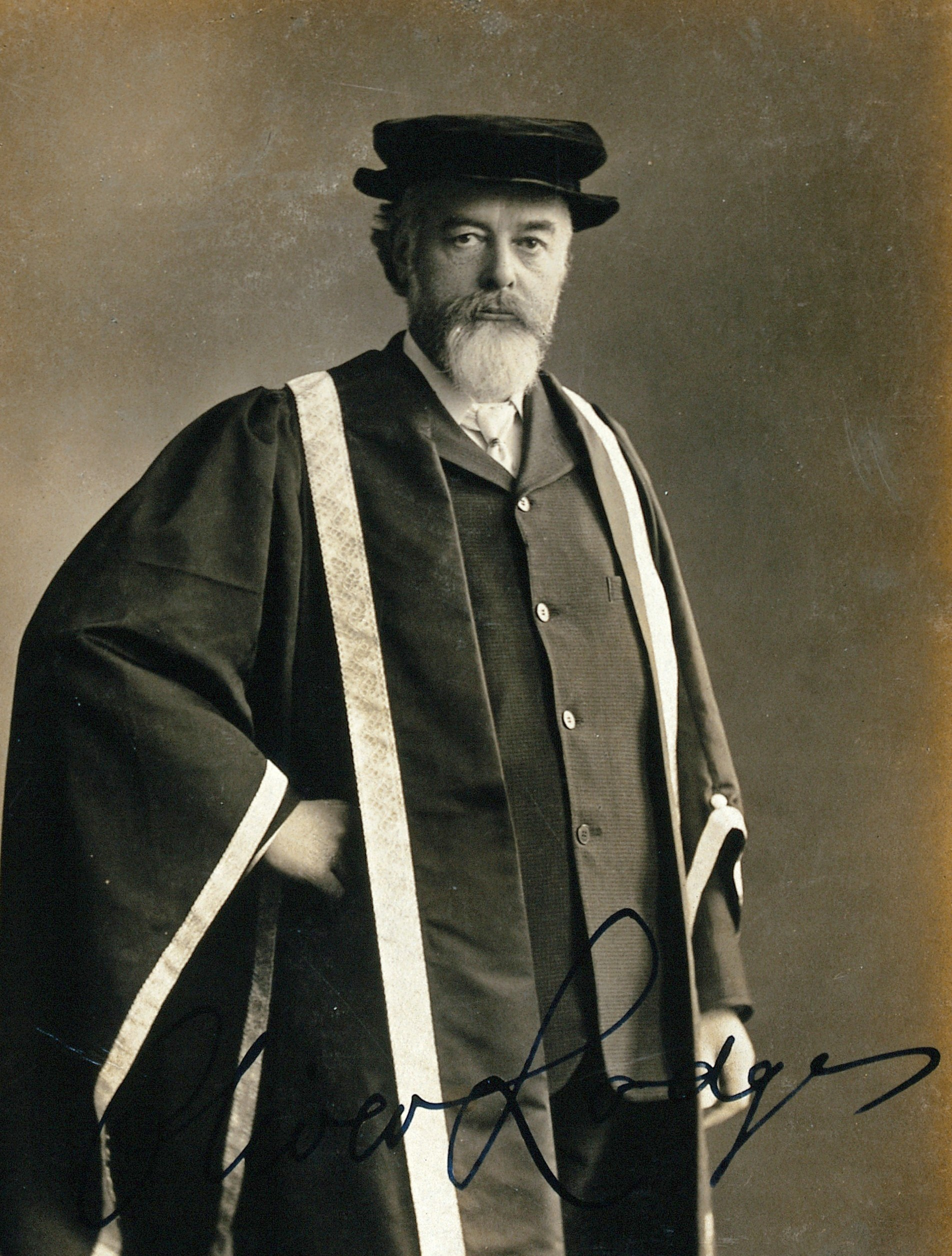
Sir Oliver Joseph Lodge

Oliver Joseph Lodge (Penkhull (bij Stoke-on-Trent), 12 juni 1851 - Lake (Wilsford, Wiltshire), 22 augustus 1940) was een Brits natuurkundige.
Hij volgde zijn opleiding aan de Adams' Grammar School. Hij was natuurkundige en schrijver en was betrokken bij de ontwikkeling van de draadloze telegrafie. Lodge bedacht de term coherer in zijn lezingen voor het Royal Institution (The Work of Hertz and Some of His Successors) en verkreeg het syntonic (of tuning) patent van het United States Patent Office.

## Carrière
Lodge verkreeg een bachelor of Science titel van de Universiteit van Londen in 1875. Hij werd aangesteld als hoogleraar natuurkunde en wiskunde aan de University College, Liverpool in 1881. Hij verkreeg de doctor of Science titel in 1887. In 1900 verhuisde hij van Liverpool terug naar de Midlands en werd de eerste rector magnificus van de nieuwe Universiteit van Birmingham waar hij tot zijn pensioen in 1919 bleef. Lodge kreeg de Rumford Medal van de Royal Society in 1898, de Faraday Medal in 1932 en werd geridderd door koning koning Eduard VII in 1902.

## Verdiensten
Lodge is bekend door zijn werk over ether, dat toentertijd werd beschouwd als het medium waardoor elektromagnetische golven zich voortplantten. Hij verzond radiosignalen op 14 augustus 1894 op een bijeenkomst van de British Association for the Advancement of Science aan de Universiteit van Oxford, twee jaar voor Marconi's eerste uitzending in 1896, maar één jaar na Tesla. Lodge verbeterde Édouard Branly's coherer radiogolf detector door een "triller" toe te voegen waardoor de gevoeligheid van het apparaat hersteld werd. Hij deed ook wetenschappelijk onderzoek naar bliksem, de bron van de elektromotorische kracht in de galvanische cel, elektrolyse, en de toepassing van elektriciteit voor de verspreiding van mist en rook. Hij leverde ook een belangrijke bijdrage aan de verbrandingsmotor door de uitvinding van de bougie. Later werd zijn idee ontwikkeld door zijn twee zonen die de Lodge Plug Company oprichtten.
Daarnaast is Lodge ook bekend door zijn studie naar het leven na de dood. Hij begon psychische fenomenen te onderzoeken (voornamelijk telepathie) aan het einde van de jaren 80 van de 19e eeuw. Nadat zijn zoon Raymond om was gekomen in de Eerste Wereldoorlog in 1915 bezocht Lodge meerdere paranormale mediums en schreef een aantal boeken over zijn ervaringen, waaronder de bestseller "Raymond, or Life and Death" (1916). Bij elkaar schreef hij meer dan 40 boeken over het leven na de dood, ether, relativiteit en elektromagnetisme.
Lodge had twaalf kinderen, zes jongens en zes meisjes. Vier van zijn zonen begonnen een zaak die voortborduurde op uitvindingen van hun vader. Zijn zonen Brodie en Alec richtten de Lodge Plug Company op die bougies voor auto's en vliegtuigen maakte. Lionel en Noel richtten een bedrijf op dat een machine maakte om fabrieksrook te zuiveren. Naast de bougie en de draadloze telegrafie was Lodge ook de uitvinder van de luidspreker, de elektronenbuis en de variabele tuner.
De publicaties van Lodge werden verdeeld na zijn dood. Sommigen kwamen terecht bij de universiteiten van Birmingham en Liverpool en anderen bij het Institute of Psychical Research van de Universiteit van Londen. Een deel van zijn wetenschappelijke correspondentie kwam terecht bij University College London.
Voor zijn dood beweerde Lodge dat hij het leven na de dood aan zou tonen door middel van openbare verschijningen. Deze zijn echter nooit waargenomen.

## Publicaties
- Lodge, Oliver Joseph, "Electric Theory of Matter". Harper Magazine. 1904. (Oneill's Electronic Museum)
- Lodge, Oliver Joseph, and Paul Tice, "Reason and Belief". Book Tree. February 2000. ISBN 1-58509-226-6
- Lodge, Oliver Joseph, "The Work of Hertz and Some of His Successors", 1894
- Lodge, Oliver Joseph, "Ether", Encyclopaedia Britannica, Thirteenth Edition (1926).
- Lodge, Oliver Joseph, "The Ether of Space". ISBN 1-4021-8302-X (paperback) ISBN 1-4021-1766-3 (hardcover)
- Lodge, Oliver Joseph, "Ether and Reality". ISBN 0-7661-7865-X
- Lodge, Oliver Joseph, "Past Years: An Autobiography". Charles Scribner's Sons, 1932.